# Charles Thomas Jackson

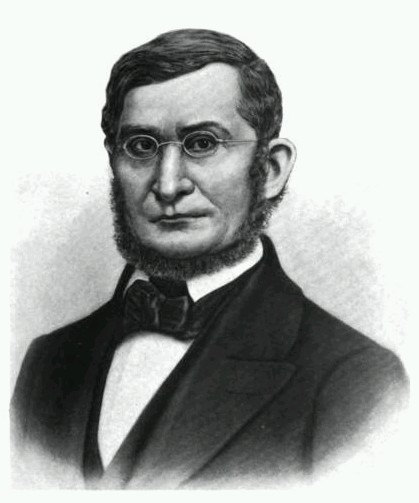
Charles Thomas Jackson.

Charles Thomas Jackson (21 de junio de 1805 - 28 de agosto de 1880) fue un físico y científico estadounidense activo en los campos de la medicina, la química, la mineralogía y la geología. 
Nació en Plymouth (Massachusetts) en una importante familia de Nueva Inglaterra. Era cuñado de Ralph Waldo Emerson y se graduó en la Facultad de Medicina de Harvard en 1829, donde ganó el premio Boylston por su disertación. Mientras estudiaba en Harvard hizo una exploración geológica de Nueva Escocia con su amigo Francis Alger de Boston, que ayudó a orientar sus intereses más hacia la geología. En 1829 viajó a Europa, donde estudió medicina y geología durante varios años y conoció a importantes científicos y médicos europeos.
Tras regresar a los Estados Unidos jugó un importante papel en el nuevo movimiento de sondeo geológico estatal, sirviendo sucesivamente entre 1836 y 1844 como geólogo estatal de Maine, Rhode Island y Nuevo Hampshire. En 1844-45 fue consultor minero de campo para la Lake Superior Copper Company, una de las primeras compañías en intentar explotar los yacimientos mineros naturales de la península Keweenaw en el Lago Superior (Míchigan).
En 1847 Jackson fue designado Geólogo de los Estados Unidos para el distrito de Lago Superior, que habría de convertirse en una de las principales regiones productoras de cobre del mundo. Su dirección de ese sondeo resultó ser un desastre, siendo despedido de su cargo y encargándose la terminación del sondeo a sus ayudantes John Wells Foster y Josiah Dwight Whitney.
Jackson es particularmente recordado por su participación es una serie de a menudo encarnizados conflictos de prioridades que dejaron sus marcas en los escenarios científico y social de la época. Seguían un patrón estándar: un descubrimiento era anunciado por alguien, Jackson reclamaba entonces un descubrimiento anterior y sobrevenía la controversia. Entre estos conflictos estuvieron el descubrimiento del algodón pólvora (Christian Friedrich Schönbein), el telégrafo (Samuel Morse), la acción digestiva del estómago (William Beaumont) y los efectos anestésicos del éter (William T. G. Morton).
Jackson hizo también una reclamación parecida (en 1849) sobre el descubrimiento previo de que los inusuales depósitos naturales de cobre del Lago Superior, contrariamente a todas las expectativas geológicas anteriores, podían explotarse con éxito, aunque por entonces se daba crédito universalmente por ese descubrimiento al recientemente difunto Douglass Houghton, primer geólogo estatal de Míchigan. En este caso, sin embargo, la evidencia histórica indicaba que la reclamación de Jackson será de hecho válida, y sus conocimientos geológicos estaban significativamente por delante de los sus contemporáneos, incluyendo a Houghton.
En 1873, Jackson padecía de una enfermedad mental, ya sea por una convulsión, o por tener un episodio maníaco tras ver la lápida de Morton, y pasó el resto de sus días en el McLean Asylum, en Sommerville, Massachusetts, lugar donde falleció el 28 de agosto de 1880.